# سیارک ۲۲۱۳۸
سیارک ۲۲۱۳۸ (به انگلیسی: 22138 Laynrichards، نامگذاری:2000VD25) بیست و دو هزار و صد و سی و هشتمین سیارک کشف شده‌است که در ۱ نوامبر ۲۰۰۰ کشف شد.
قدر مطلق سیارک برابر ۱۴.۸ است.